# Mundochthonius ussuricus
Mundochthonius ussuricus är en spindeldjursart som beskrevs av Beier 1979. Mundochthonius ussuricus ingår i släktet Mundochthonius och familjen käkklokrypare. Inga underarter finns listade i Catalogue of Life.